# Дамат Сілахдар Алі-паша
Дамат Сілахдар Алі-паша (тур. Silahdar Damat Ali Paşa або Sehid Damad Silahdar Ali Pasha; 1667 — 5 серпня 1716) — турецький великий візир.
Народився в місті Ізник (колишня Нікея), недалеко від Бурси, Туреччина. Ім'я його батька було Хаджі Хусейн. Він навчався в школі при султанському палаці в Стамбулі і під час правління Мустафи II був призначений особистим секретарем султана. У 1709 році він був заручений з дочкою Ахмета III, Фатімою, отримавши звання Damat (наречений) і був призначений другим візиром. З 27 квітня 1713 по 5 серпня 1716 був великим візиром.
Незабаром після свого призначення, він досяг успіху в укладенні Прутського договору з Росією, визначивши тим самим північні кордони Османської імперії по Дніпру.
На початку 1714 року, його увага зосередилась на Мореї (півострів Пелопонес в південній Греції), який був переданий Венеційській республіці за Карловицьким договором після Морейської війни 1684—1699 років. Османи ніколи не змирились з його втратою. Коли венеційці дали притулок повстанцям з Чорногорії в своїй провінції Далмації, а деякі їх купці були втягнуті в судові процеси, Османська імперія використали це як привід для оголошення нової війни. Таким чином розпочалась Сьома османсько-венеційська війна 1714-1718 рр, остання з довгої низки війн між цима двома країнами. 

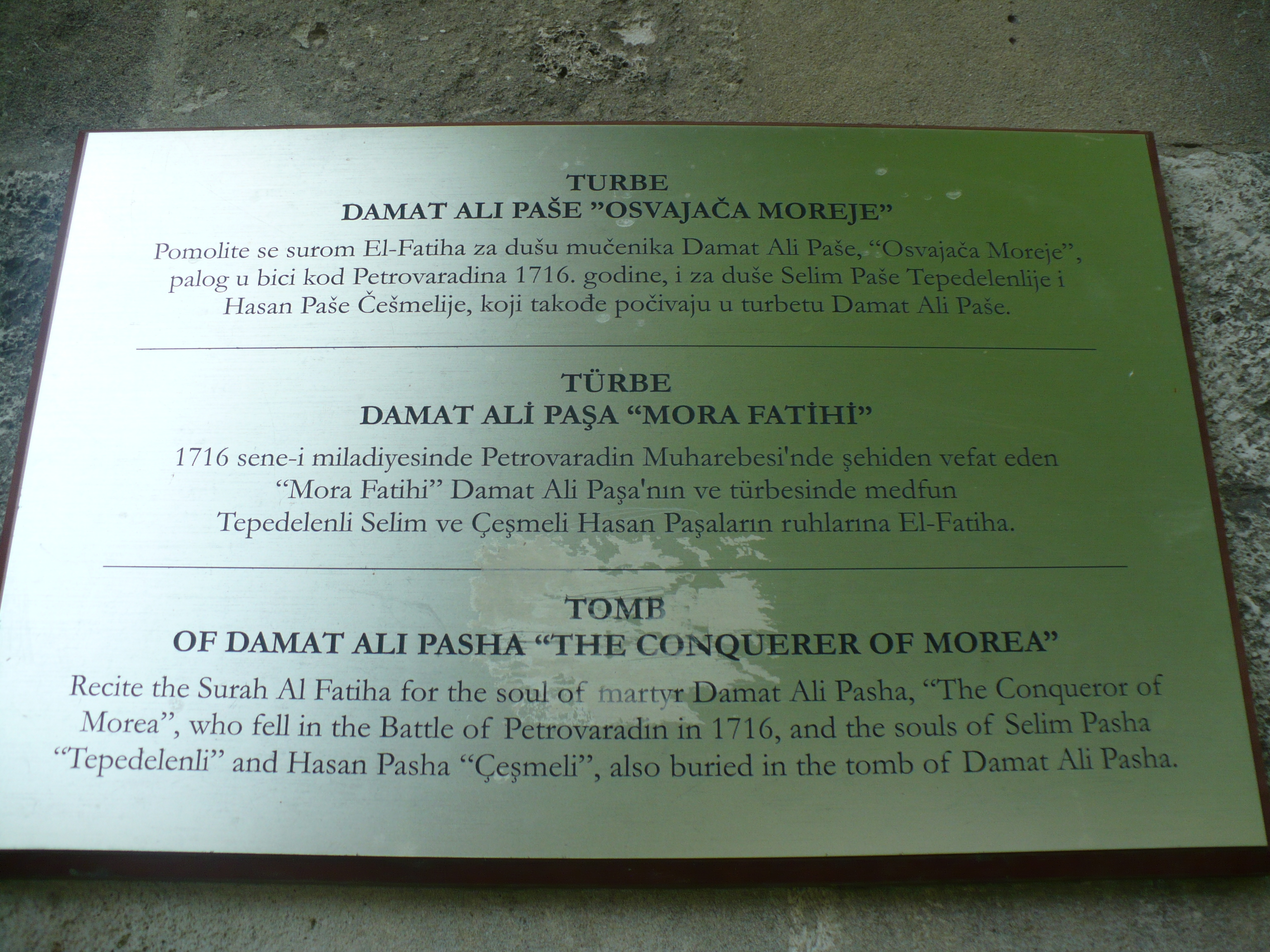
Таблиця на могилі Дамат Сілахдар Алі-паші в Белграді

Кампанія 1715 року, яку очолював Дамат Сілахдар Алі-паша, мала великий успіх — турки швидко та з малими втратами відвоювали у венеційців Морею.
Однак, Габсбурзька Австрія, союзник Венеції, також оголосила війну Османської імперії. В 1716 році між австрійськими військами під керівництвом Євгена Савойського та турецькими під керівництвом Дамат Сілахдар Алі-паші відбулась битва під Петроварадіном, у якій турецька армія зазнала поразки. Дамат Сілахдар Алі-паша був поранений і незабаром помер.
Похований у Белградській фортеці в Калемегдані.
Після смерті був названий Şehit Ali Pasha (тур. мученик).